# آتوم اگویان
آتوم اگویان (به ارمنی: Ատոմ Եղոյան) (زاده ۱۹ ژوئیه ۱۹۶۰) کارگردان، فیلم‌نامه‌نویس، تهیه‌کننده و هنرپیشه ارمنی کانادایی است.

## زندگینامه
آتوم اگویان در قاهره، مصر و در خانواده‌ای ارمنی به دنیا آمد. پدر و مادرش به مناسبت پایان ساخت نخستین راکتور هسته‌ای مصر نام او را آتوم گذاشتند. خانواده‌اش وقتی او دو ساله بود در پی افزایش پان عربیسم در مصر به کانادا مهاجرت کردند و در شهر ویکتوریا مرکز استان بریتیش کلمبیا ساکن شدند. در دوره نوجوانی به نمایشنامه‌های ساموئل بکت و هارولد پینتر علاقه‌مند شد.

## بخشی از فیلم‌شناسی

### سینمایی
| سال  | فیلم                      | یادداشت |
| ---- | ------------------------- | --- |
| ۱۹۸۴ | Next of Kin               | برنده جایزه‌ها در جشنواره بین‌المللی فیلم مانهایم-هایدلبرگ. نامزدی برای بهترین کاگردانی جایزه جینی. First met آرسینه خانجیان |
| ۱۹۸۷ | Family Viewing            | برنده Prize of the Ecumenical Jury در جشنواره فیلم لوکارنو (۱۹۸۸) |
| ۱۹۸۹ | Speaking Parts            | نامزدی Canadian Screen Award for Best Motion Picture , شامل پنج others, در ۱۹۸۹ جایزه جینی |
| ۱۹۹۱ | The Adjuster              | برنده Special Silver St. George در 17th Moscow International Film Festival, بهترین Canadian Film and بهترین Ontario Picture در Cinefest Sudbury (1991) |
| ۱۹۹۳ | گاه‌شماری                  | برنده جایزه ویژه هیئت داوران در جشنواره فیلم تائورمینا (۱۹۹۳) |
| ۱۹۹۴ | اکسوتیکا                  | برنده فدراسیون بین‌المللی منتقدان فیلم در جشنواره فیلم کن ۱۹۹۴. |
| ۱۹۹۷ | آخرت شیرین                | برنده جایزه بزرگ هیئت داوران، FIPRESCI Jury and Ecumenical Jury Prizes در جشنواره فیلم کن ۱۹۹۷. |
| ۱۹۹۹ | سفر فلیسیا                | برنده بهترین فیلمنامه اقتباسی در جایزه جینی (۲۰۰۰) |
| ۲۰۰۲ | آرارات                    | برنده بهترین فیلم در ۲۰۰۳ جایزه جینی; همچنین برنده Genies for costume design and original score; بعلاوه، آرسینه خانجیان برنده جایزه بهترین بازیگر نقش اول زن و الیاس کوتیاس برنده بهترین بازیگر نقش مکمل مرد در ۲۰۰۳ جایزه جینی. همچنین برنده Writers Guild of Canada award در ۲۰۰۳. |
| ۲۰۰۵ | جایی که حقیقت دروغ می‌گوید | برنده بهترین فیلمنامه اقتباسی در جایزه جینی (۲۰۰۶) |
| ۲۰۰۸ | ستایش                     | برنده Prize of the Ecumenical Jury در جشنواره فیلم کن (2008), بهترین Canadian Feature Film - Special Jury Citation در جشنواره بین‌المللی فیلم تورنتو (۲۰۰۸). |
| ۲۰۰۹ | کلویی                     | نامزدی برای DGC Craft Award در Directors Guild of Canada (2010) |
| ۲۰۱۳ | گره شیطان                 | نامزدی برای بهترین جایزه صدف طلایی فیلم در جشنواره بین‌المللی فیلم سن‌سباستین (۲۰۱۳) |
| ۲۰۱۴ | اسیر                      | نامزدی نخل طلا در جشنواره کن (۲۰۱۴) |
| ۲۰۱۵ | به خاطر بیار              | برنده جایزه جشنواره فیلم ویتوریو ونه‌تو - جشنواره فیلم ونیز (۲۰۱۵) |

### کوتاه
- (۱۹۷۹) - هاوارد به‌طور خاص
- (۱۹۹۱) - داستان‌های مونترال

### مستند
- (۲۰۰۳) - دژ

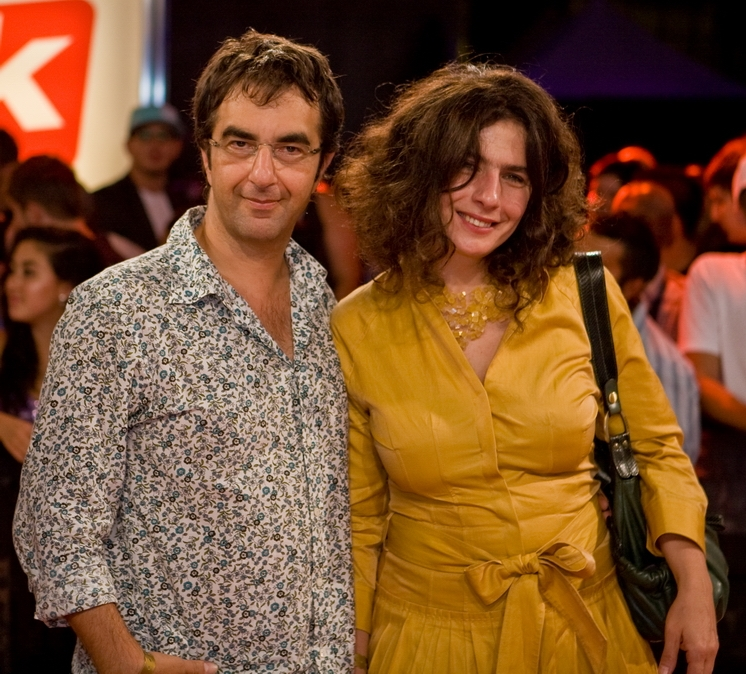
آتوم و همسرش آرسینه

## جوایز و افتخارات
- نشان افتخار جمهوری ارمنستان